# Timothy Leary
Timothy Francis Leary (Springfield, 22 de outubro de 1920 – Los Angeles, 31 de maio de 1996) foi um psicólogo e autor estadunidense, conhecido por sua defesa do uso de drogas psicodélicas devido a seus supostos benefícios terapêuticos e espirituais.
Amigo pessoal de John Lennon — a canção "Come Together" dos Beatles é inspirada em Timothy Leary, e, no videoclipe de "Give Peace a Chance", pode-se ver o professor e a sua mulher de toda a vida, Barbara, junto à cama onde John Lennon protagonizou este hino de liberdade. Na letra dessa mesma canção pode-se ouvir, na 3ª estrofe: "Everybody is talking about John and Yoko, Timmy Leary…", tal era a notoriedade deste eminente acadêmico na época.
Timothy Leary foi expulso da Universidade Harvard depois de ter promovido uma experiência psicotrópica com uma turma inteira de estudantes de psicologia (com o consentimento destes, naturalmente). Mais tarde, a administração de Richard Nixon fez do professor Leary um bode expiatório no seu ataque reacionário e conservador à contracultura que florescia nesse período, enviando-o para a prisão pela sua veemente posição contra a proibição do LSD.
Nos anos 1980, fascinado pelos computadores, Leary dedicou-se a este novo mundo, com imenso sucesso. Criou softwares de design, continuou a escrever livros e a fazer conferências. Embora o seu tópico principal fosse agora a tecnologia, ele ainda era reconhecido como o guru do LSD dos anos 1960.

## A morte

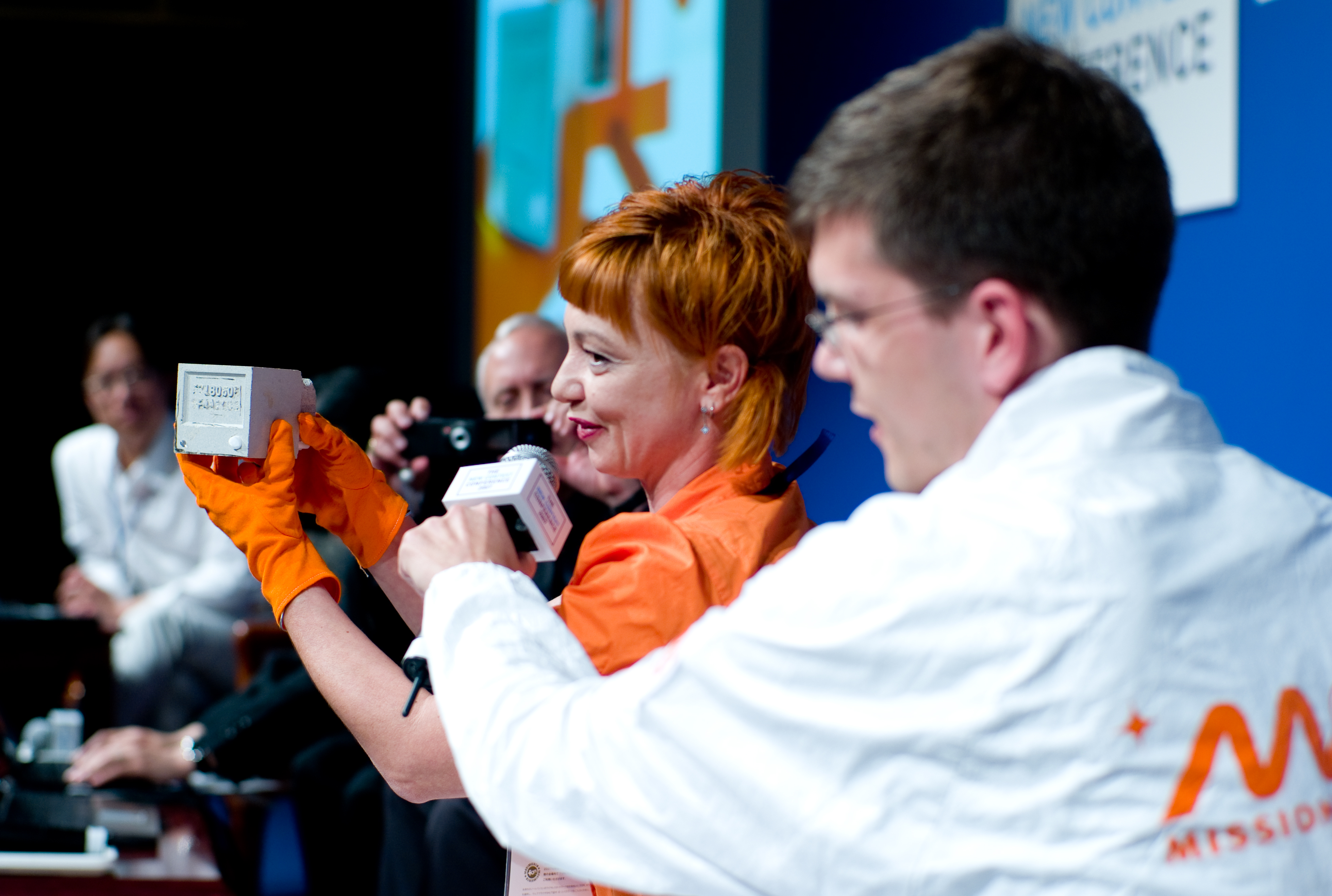
O grupo artístico etoy com os restos mortais de Timothy Leary em 2007.

Nos meses que antecederam sua morte (em conseqüência de um cancro da próstata), escreveu o livro  Design for Dying ("Projeto para morrer"), uma tentativa de mostrar às pessoas uma nova perspectiva da morte e do morrer. As suas últimas palavras foram "Why not?".
Timothy Leary faleceu a 31 de maio de 1996, aos 75 anos, na sua própria cama, rodeado por amigos. Sentia muito interesse em ter seu corpo congelado, através da criopreservação. Erroneamente, relatos afirmam que ele mesmo tenha praticado criopreservação apenas com sua cabeça, como mostram alguns filmes criados para lucrar com informações falsas. O seu corpo foi cremado e, em outubro de 1996, as suas cinzas foram transportadas pela nave espacial Pegasus e libertadas no espaço com o auxílio de um satélite, juntamente com as de Gene Roddenberry, criador de Jornada nas Estrelas, e de outros cientistas e pioneiros em estudos aero-espaciais, tais como o físico da High Frontier Space Station, Gerard O’Neill, e Todd Hauley, professor da International Space University.

## Ensaios, livros e artigos

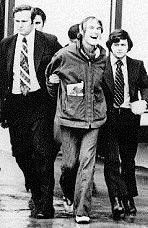
Timothy Leary

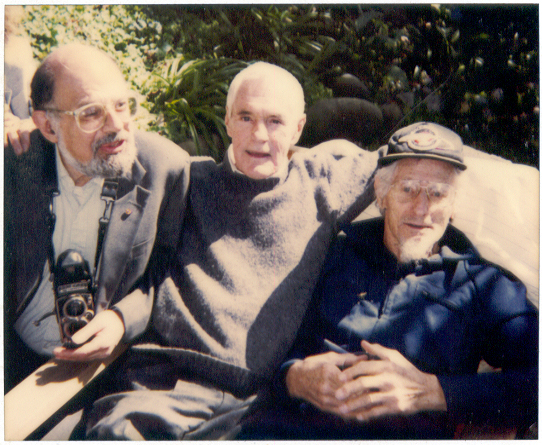
Domingo de Páscoa de 1991, na casa de Dr. Oscar Janiger. Da esquerda para a direita: Allen Ginsberg, Timothy Leary, e John C. Lilly.

Todos publicados em seu idioma nativo (inglês).
- The Interpersonal Diagnosis of Personality. Leary, Timothy. 1957. Original paper TXT
- The Psychedelic Experience: A Manual Based on the Tibetan Book of the Dead. Leary, Timothy and Metzner, Ralph, Alpert, Richard, Karma-Glin-Pa Bar Do Thos Grol. 1964. (ISBN 0-8065-1652-6)
- Psychedelic Prayers & Other Meditations. Leary, Timothy. 1966. (ISBN 0-914171-84-4)
- Start Your Own Religion. Leary, Timothy. 1967. (ISBN 1-57951-073-6)
- The Politics of Ecstasy. Leary, Timothy. 1968. (ISBN 0-914171-33-X)
- High Priest. Leary, Timothy. 1968. (ISBN 0-914171-80-1)
- Confessions of a Hope Fiend. Leary, Timothy. 1973.
- Mystery, magic & miracle: Religion in a post-Aquarian age, (A Spectrum book). Heenan, Edward F. and Jack Fritscher, Timothy Leary. 1973. Prentice-Hall. (ISBN 0-13-609032-X)
- What Does WoMan Want?: Adventures Along the Schwarzschild Radius. Leary, Timothy. 1976. Describes techniques of "Hedonic Engineering" (Leary's name for tantric sex).
- The Periodic Table of Evolution. Leary, Timothy. 1977
- Exo-Psychology: A Manual on The Use of the Nervous System According to the Instructions of the Manufacturers. Leary, Timothy. 1977. Starseed/Peace Press.
- Changing My Mind Among Others. Leary, Timothy. 1982. Prentice Hall Trade. (ISBN 0-13-127829-0)
- Flashbacks. Leary, Timothy. 1983. Tarcher. (ISBN 0-87477-177-3)
- Flashbacks. Leary, Timothy. 1983. (ISBN 0-87477-497-7)
- Flashbacks: una autobiografía, Alpha Decay, Barcelona, 2004.
- What Does Woman Want. Leary, Timothy. 1987. New Falcon Publications. (ISBN 0-941404-62-5)
- Info-Psychology. Leary, Timothy. 1987. (ISBN 1-56184-105-6)
- Info-Psychology: A Revision of Exo-Psychology. Leary, Timothy. 1988. Falcon Pr. (ISBN 0-941404-60-9)
- Change Your Brain. Leary, Timothy. 1988. (ISBN 1-57951-017-5)
- Your Brain is God. Leary, Timothy. 1988. (ISBN 1-57951-052-3)
- Game of Life. Leary, Timothy. 1989. New Falcon Publications. (ISBN 0-941404-64-1). (Original Edition Published in 1977)
- Uncommon Quotes: Timothy Leary. Leary, Timothy. Audio tape. 1990. Pub Group West. (ISBN 0-929856-01-5)
- Chaos and Cyber Culture. Leary, Timothy and Michael Horowitz, Vicki Marshall. 1994. Ronin Publishing. (ISBN 0-914171-77-1)
- HR GIGER ARh+. Giger, H. R. (foreword). 1994. Benedikt Taschen Verlag. (ISBN 3-8228-9642-X)
- Surfing the Conscious Nets: A Graphic Novel. Leary, Timothy and Robert Williams. 1995. Last Gasp. (ISBN 0-86719-410-3)
- The Lost Beatles Interviews Leary, Timothy (Afterword) and Geoffrey Giuliano, Brenda Giuliano. 1996. Plume. (ISBN 0-452-27025-1)
- Intelligence Agents. Leary, Timothy. 1996. Ronin Publishing. (ISBN 1-56184-038-6)
- Concrete & Buckshot: William S. Burroughs Paintings. Leary, Timothy and Benjamin Weissman. 1996. Smart Art Press. (ISBN 1-889195-01-4)
- Design for Dying. Leary, Timothy, with Sirius, R. U. 1997. HarperCollins Publishers Inc. ISBN 0-06-018700-X (cloth); ISBN 0-06-092866-2 (pbk.); ISBN 0-06-018250-4 (intl).
- El Trip de La Muerte. Leary, Timothy. 1998. Editorial Kairos. SPANISH. (ISBN 84-7245-408-8)
- The Delicious Grace of Moving One's Hand: The Collected Sex Writings Leary, Timothy. 1999. Thunder's Mouth Press. (ISBN 1-56025-181-6)
- Turn On, Tune In, Drop Out. Leary, Timothy. 1999. Ronin Publishing. (ISBN 1-57951-009-4)
- Politics of Self-Determination (Self-Mastery Series). Leary, Timothy. 2001. Ronin Publishing. (ISBN 1-57951-015-9)
- The Politics of Psychopharmacology. Leary, Timothy. 2001. Ronin Publishing. (ISBN 1-57951-056-6)
- Musings on Human Metamorphoses. Leary, Timothy. 2002. Ronin Publishing. (ISBN 1-57951-058-2)
- Evolutionary Agents. Leary, Timothy and Beverly A. Potter. 2004. Ronin Publishing. (ISBN 1-57951-064-7)
- Interpersonal Diagnosis of Personality: A Functional Theory and Methodology for Personality Evaluation. Leary, Timothy. 2004. Resource Publications. (ISBN 1-59244-776-7) (Original Edition Published in 1957)